# La Droite indépendante
Pour les articles homonymes, voir LDI.
La Droite indépendante (LDI) était une coalition électorale française formée pour les élections législatives de 1997. Elle regroupe le Mouvement pour la France (MPF) de Philippe de Villiers, le Centre national des indépendants et paysans (CNIP) et des personnalités divers droite.

## Historique
Une alliance MPF–CNIP est annoncée le 22 février 1997 en vue des élections législatives prévues en 1998. Le nom « La Droite indépendante » (LDI) est officialisé le 5 avril 1997. La dissolution annoncée deux semaines plus tard par le président Jacques Chirac entraîne finalement des législatives anticipées en mai et juin 1997.
L'alliance se place à la droite de la majorité RPR–UDF sortante et comme alternative au parti d’extrême droite Front national. Bien que critique envers la majorité sortante, la direction de LDI déclare qu'elle fera « tout entre les deux tours pour faire barrage aux socialistes ».
Au premier tour, LDI présente 520 candidats (dont 430 issus du MPF et 90 du CNIP) sur les 577 circonscriptions. Elle recueille quelque 3 % des suffrages exprimés au niveau national. Deux de ses candidats sont élus députés :
- Philippe de Villiers, président du MPF, dans la quatrième circonscription de Vendée ;
- Dominique Caillaud, ex-UDF, dans la deuxième circonscription de Vendée.